# Diócesis de Lancaster
La diócesis de Lancaster (en latín: Dioecesis Lancastrensis y en inglés: Roman Catholic Diocese of Lancaster) es una circunscripción eclesiástica de la Iglesia católica en el Reino Unido. Se trata de una diócesis latina, sufragánea de la arquidiócesis de Liverpool. Desde el 12 de febrero de 2018 su obispo es Paul Swarbrick.

## Territorio y organización

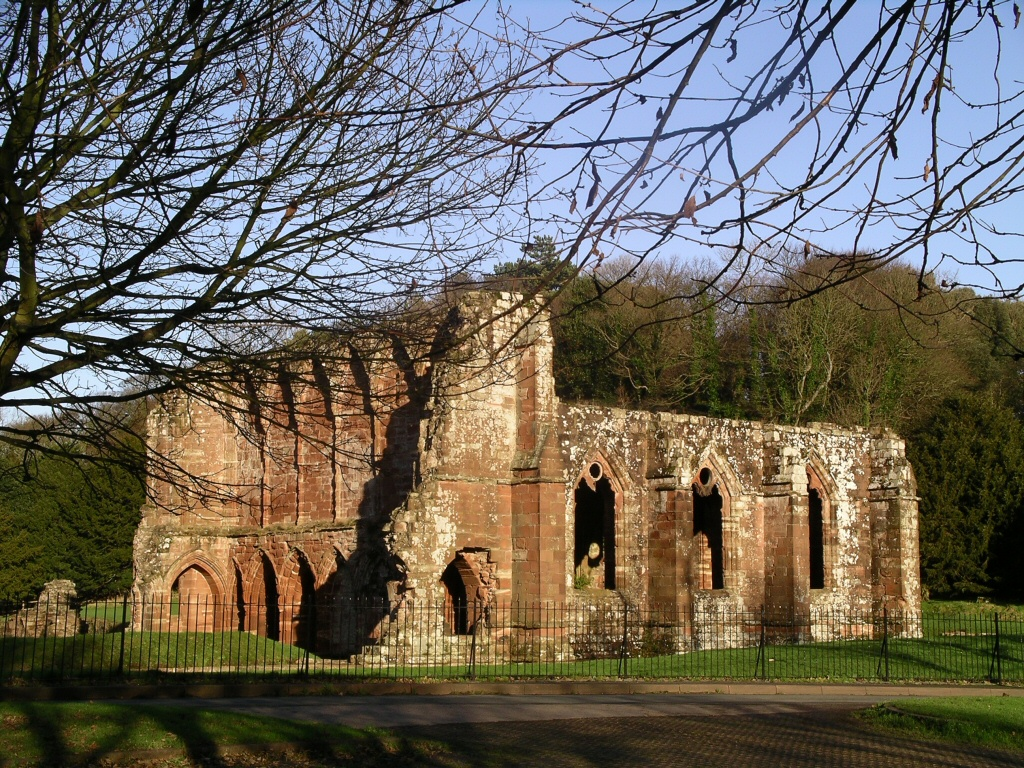
Abadía de Furness, perteneció a la Orden del Císter hasta su destrucción en 1537 por orden del rey Enrique VIII

La diócesis tiene 2900 km² y extiende su jurisdicción sobre los fieles católicos de rito latino residentes en parte de Inglaterra, comprendiendo los antiguos condados históricos de Cumberland, Westmorland y Lancashire al norte del río Ribble, que en 1974 los dos primeros se fusionaron con partes de Lancashire y Yorkshire para formar el condado de Cumbria.
La sede de la diócesis se encuentra en la ciudad de Lancaster, en donde se halla la Catedral de San Pedro.
En 2023 en la diócesis existían 74 parroquias.

## Historia
La diócesis de Lancaster fue erigida el 22 de noviembre de 1924 mediante la bula Universalis Ecclesiae del papa Pío XI, obteniendo la parte norte del territorio de la arquidiócesis de Liverpool y los condados de Westmorland y Cumberland de la diócesis de Hexham y Newcastle. En la Edad Media, el territorio de la actual diócesis estaba bajo la jurisdicción de la diócesis de Carlisle.

## Estadísticas
Según el Anuario Pontificio 2024 la diócesis tenía a fines de 2023 un total de 100 600 fieles bautizados.
| Año                                                                             | Población            | Población | Población      | Sacerdotes | Sacerdotes    | Sacerdotes    | Bautizados por sacerdote | Diáconos permanentes | Religiosos | Religiosos | Parroquias |
| Año                                                                             | Bautizados católicos | Total     | % de católicos | Total      | Clero secular | Clero regular | Bautizados por sacerdote | Diáconos permanentes | Varones    | Mujeres    | Parroquias |
| ------------------------------------------------------------------------------- | -------------------- | --------- | -------------- | ---------- | ------------- | ------------- | ------------------------ | -------------------- | ---------- | ---------- | ---------- |
| 1950                                                                            | 113 548              | 887 007   | 12.8           | 235        | 160           | 75            | 483                      |                      | 33         | 566        | 89         |
| 1970                                                                            | 134 467              | 1 067 390 | 12.6           | 271        | 202           | 69            | 496                      |                      | 81         | 454        | 107        |
| 1980                                                                            | 126 800              | 1 052 000 | 12.1           | 262        | 208           | 54            | 483                      |                      | 59         | 356        | 113        |
| 1990                                                                            | 123 854              | 1 088 000 | 11.4           | 217        | 169           | 48            | 570                      | 16                   | 49         | 257        | 113        |
| 1999                                                                            | 116 810              | 1 050 000 | 11.1           | 212        | 156           | 56            | 550                      | 37                   | 63         | 184        | 110        |
| 2000                                                                            | 116 215              | ?         | ?              | 192        | 146           | 46            | 605                      | 39                   | 53         | 184        | 110        |
| 2001                                                                            | 113 538              | 1 051 000 | 10.8           | 184        | 141           | 43            | 617                      | 40                   | 47         | 179        | 110        |
| 2002                                                                            | 112 185              | 1 050 000 | 10.7           | 179        | 135           | 44            | 626                      | 44                   | 48         | 196        | 110        |
| 2003                                                                            | 115 000              | 1 100 000 | 10.5           | 189        | 146           | 43            | 608                      | 45                   | 45         | 170        | 110        |
| 2004                                                                            | 111 264              | 1 050 000 | 10.6           | 178        | 134           | 44            | 625                      | 46                   | 48         | 180        | 110        |
| 2013                                                                            | 105 552              | 1 202 100 | 8.8            | 147        | 122           | 25            | 718                      | 50                   | 27         | 114        | 142        |
| 2016                                                                            | 102 984              | 1 218 000 | 8.5            | 138        | 110           | 28            | 746                      | 47                   | 29         | 119        | 83         |
| 2019                                                                            | 101 700              | 1 232 000 | 8.3            | 129        | 105           | 24            | 788                      | 43                   | 25         | 110        | 79         |
| 2021                                                                            | 100 478              | 1 243 000 | 8.1            | 118        | 96            | 22            | 851                      | 38                   | 22         | 109        | 79         |
| 2023                                                                            | 100 600              | 1 253 300 | 8.0            | 113        | 95            | 18            | 890                      | 34                   | 19         | 89         | 74         |
| Fuente: Catholic-Hierarchy, que a su vez toma los datos del Anuario Pontificio. |                      |           |                |            |               |               |                          |                      |            |            |            |

## Episcopologio
- Thomas Wulstan Pearson, O.S.B. † (18 de diciembre de 1924-1 de diciembre de 1938 falleció)
- Thomas Edward Flynn † (12 de junio de 1939-3 de noviembre de 1961 falleció)
- Brian Charles Foley † (26 de abril de 1962-22 de mayo de 1985 retirado)
- John Brewer † (22 de mayo de 1985 por sucesión-10 de junio de 2000 falleció)
- Patrick O'Donoghue † (5 de junio de 2001-2 de mayo de 2009 retirado)
- Michael Gregory Campbell, O.S.A. (2 de mayo de 2009 por sucesión-12 de febrero de 2018 retirado)
- Paul Swarbrick, desde el 12 de febrero de 2018